# 1371 Резі
1371 Резі (1371 Resi) — астероїд головного поясу, відкритий 31 серпня 1935 року.
Тіссеранів параметр щодо Юпітера — 3,118.